# Kanitélégué
Kanitélégué est une localité du nord de la Côte d'Ivoire qui se situe dans la Région des savanes, au nord-est de la ville de Boundiali. La population y est constituée essentiellement de Sénoufos et de Malinkés. Des artisans y travaillent le fer, minerai très abondant dans la région.